# Littoral seino-marin
Littoral seino-marin este o arie protejată (arie de protecție specială avifaunistică — SPA) din Franța întinsă pe o suprafață de 180.050 ha, din care 99 % marine.

## Localizare
Centrul sitului Littoral seino-marin este situat la coordonatele 49°53′34″N 0°25′08″E / 49.89278°N 0.41889°E.

## Înființare
Situl Littoral seino-marin a fost declarat arie de protecție specială avifaunistică în baza directivei 79/409 din 1979 referitoare la conservarea păsărilor sălbatice pentru a proteja 49 de specii de animale.

## Biodiversitate
Situată în ecoregiunea atlantică, aria protejată nu include niciun habitat protejat.
La baza desemnării sitului se află mai multe specii protejate de  păsări (49): fluierar de munte (Actitis hypoleucos), alca (Alca torda), Anser albifrons albifrons, gâscă cenușie (Anser anser), ciuf de câmp (Asio flammeus), Calidris maritima, Catharacta skua, erete vânăt (Circus cyaneus), egretă mică (Egretta garzetta), șoim de iarnă (Falco columbarius), șoim călător (Falco peregrinus), Fulmarus glacialis, cufundar polar (Gavia arctica), cufundar mare (Gavia immer), cufundar mic (Gavia stellata), pescăriță râzătoare (Gelochelidon nilotica), Hydrobates pelagicus, Larus argentatus, pescăruș negricios (Larus fuscus), Larus marinus, pescăruș-cu-cap-negru (Larus melanocephalus), pescăruș mic (Larus minutus), Larus sabini, ciocârlie de pădure (Lullula arborea), rață catifelată (Melanitta fusca), rață neagră (Melanitta nigra), Mergus serrator, sula bassana (Morus bassanus), Oceanodroma leucorhoa, viespar (Pernis apivorus), Phalacrocorax aristotelis, cormoran mare (Phalacrocorax carbo), lopătar (Platalea leucorodia), corcodel-urechiat (Podiceps auritus), corcodel mare (Podiceps cristatus), corcodel-cu-gât-negru (Podiceps nigricollis), Puffinus puffinus, Puffinus puffinus mauretanicus, ciocântors (Recurvirostra avosetta), Rissa tridactyla, eider (Somateria mollissima), lup de mare mic (Stercorarius parasiticus), Stercorarius pomarinus, chiră mică (Sterna albifrons), chiră de baltă (Sterna hirundo), Sterna paradisaea, chiră de mare (Sterna sandvicensis), călifar alb (Tadorna tadorna), Uria aalge.
Pe lângă speciile protejate, pe teritoriul sitului au mai fost identificate 1 specie de păsări.